# Marginàlia
La marginàlia és el conjunt de signes, comentaris o elements decoratius col·locats al marge d'un manuscrit o d'un llibre. Una forma especial de marginàlia són les drôleries. La paraula pové del plurale tantum llatí marginalia, coses del marge. Sovint, el paper de la marginàlia en manuscrits pintats és complementari a les representacions principals.
Per extensió s'utilitza per a les notes que un lector escriu al marge d'un llibre imprés o per a remarques i observacions segundàries d'un discurs. També als llibres impresos es van utilitzar marginàlies, més sovint només de text per explicar o fer una referència. En la tipografia moderna, generalment només s'utilitzen les notes a peu, tot i que pot quedar una eina tipogràfica per evidenciar una idea, una citació.
- Marginàlia al manuscrit Martirologi d'Usuard
- Marginàlia al saltiri de Lluís IX de França
- Marginàlies impreses i manuscrites a un exemplar de la Cosmografia (1545) de Sebastian Münster